# Oenothera oakesiana
Oenothera oakesiana là một loài thực vật có hoa trong họ Anh thảo chiều. Loài này được (A. Gray) J.W. Robbins ex S. Watson & J.M. Coult. mô tả khoa học đầu tiên năm 1890.

## Hình ảnh

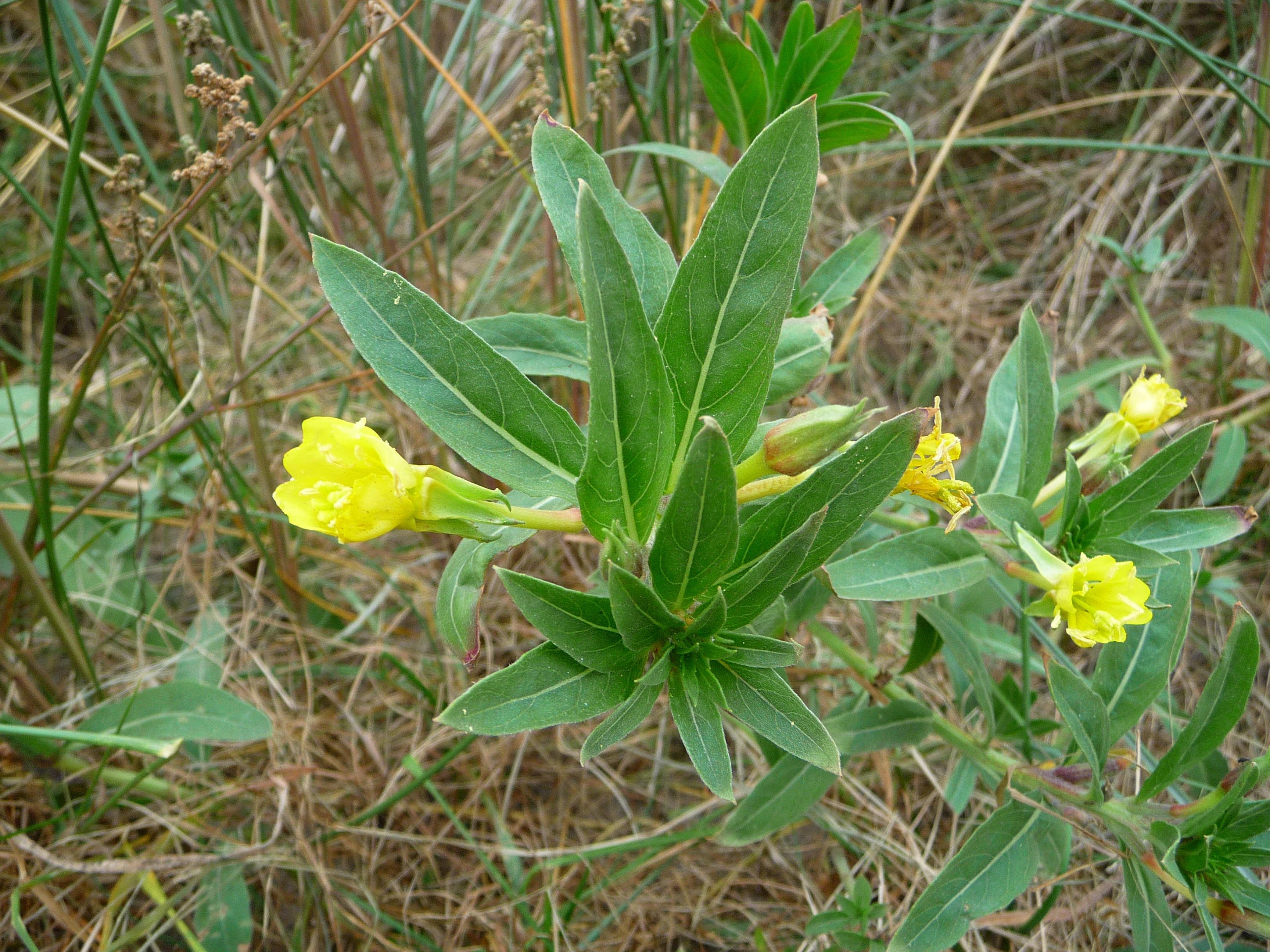
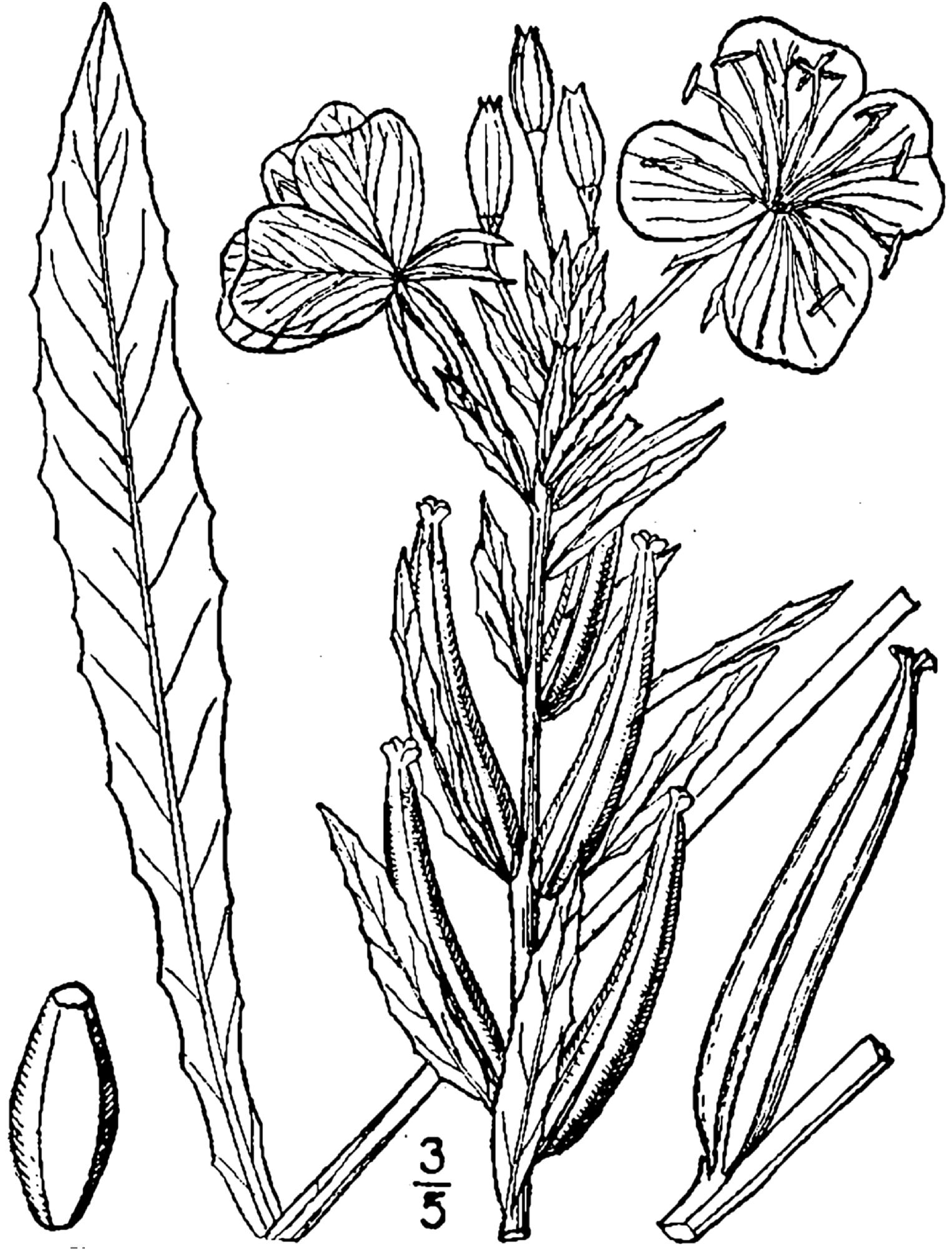
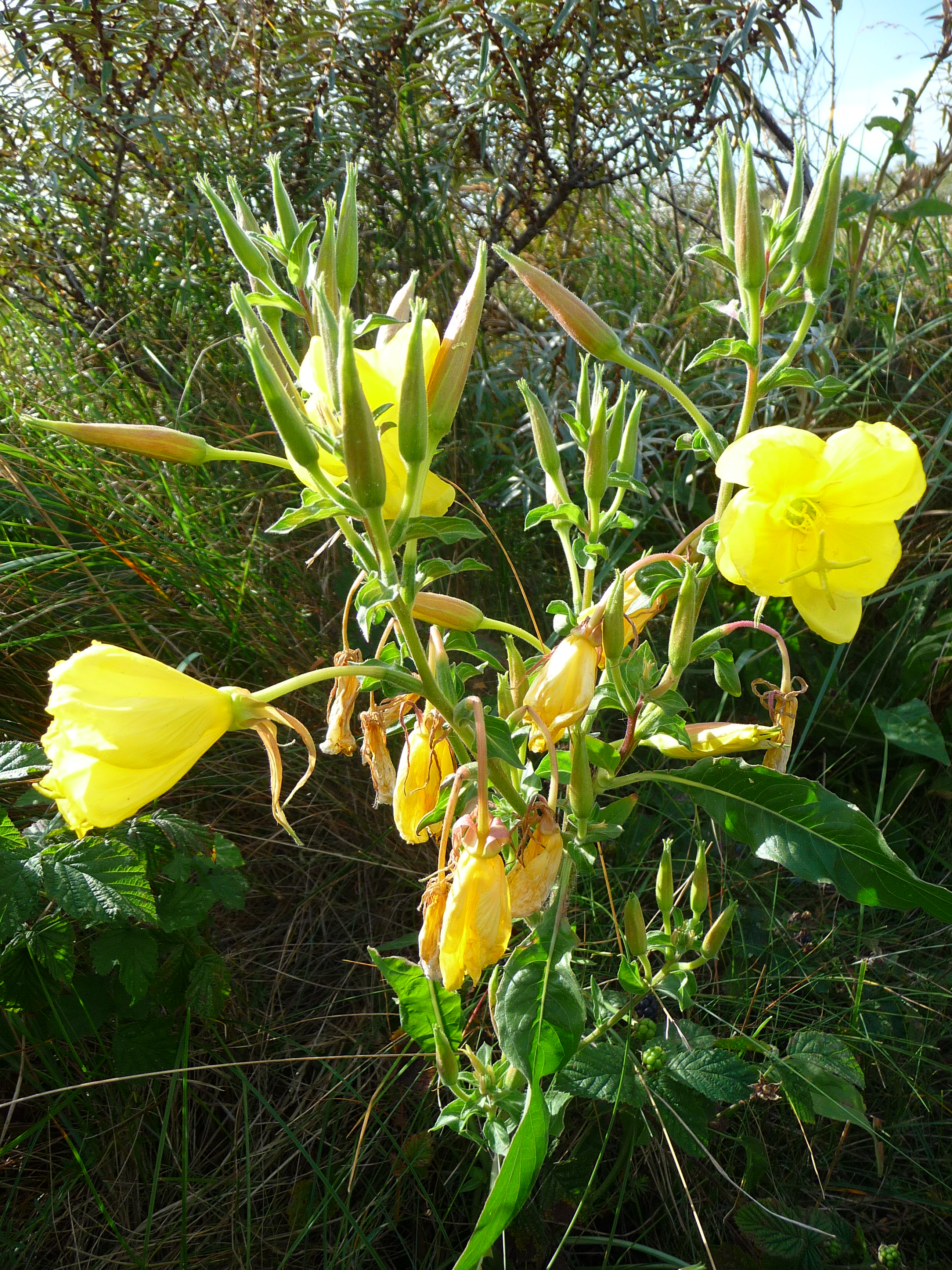
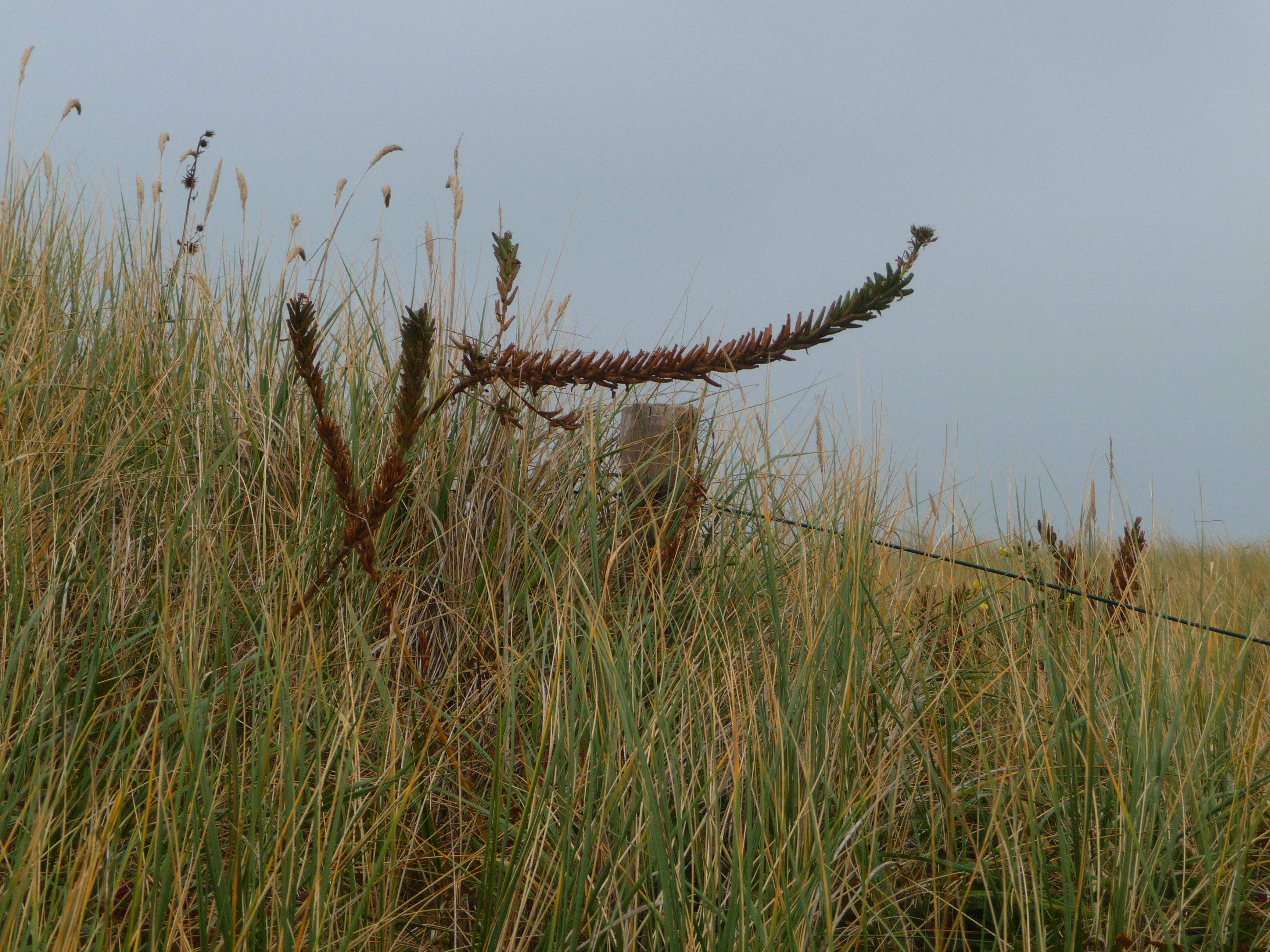